# Get None
"Get None" är en R&B-låt framförd av den amerikanska sångerskan Tamar Braxton, komponerad av Jermaine Dupri till Braxtons självbetitlade debutalbum Tamar (2000).
"Get None" är en basdriven upptempo-låt med inspiration från latinsk musik. I refrängen sjunger framföraren; "You can page me all you want but I won't call back, naw naw, you ain't 'gon get none. You can buy me diamond rings, nice trips on the beach but you still won't get none. Stop trynna use cash to get you some ass. Face the facts, nigga you ain't 'gon get none". Billboard Magazine lyfte fram låten som den bästa från skivan och fortsatte med beskrivningen; "Tamar följer stegen efter TLC:s och Destiny's Childs stilettklackar med sin egen självsäkra kvinnliga hymn 'Get None'."
Låten gavs ut som den ledande singeln från Tamar den 5 oktober 1999. Jheryl Busby, chef för DreamWorks R&B-avdelning, förklarade i en intervju att låten definitivt skulle ha stor attraktionskraft på vuxna såväl som unga lyssnare. "Det är ett spår som låter lyssnarna veta att hon kan hålla sig på samma nivå som de jämgamla "it"-tjejerna Brandy, Monica och Aaliyah."  Medan singelns musikvideo släpptes till alla amerikanska musikkanaler blev "Get None" dessvärre aldrig något genombrott för Tamar. Låten misslyckades att ta sig in på Billboard Hot 100 och tog sig inte högre än en 59:e plats på R&B-listan Hot R&B/Hip-Hop Songs. Detta resulterade senare i att DreamWorks sköt upp releasedatumet för Braxtons album till år 2000.

## Format och innehållsförteckningar
| - Amerikansk CD-singel 1. "Get None" (Album Version) [Featuring Amil and Jermaine Dupri] - 3:49 2. "Get None" (Instrumental) - 3:48 3. "Get None" (A Cappella) - 3:47 4. "Don't Cry" - 5:04 | - Amerikansk vinyl-singel 1. "Get None" (Clean Version) 2. "Get None" (LP Version) 3. "Get None" (No Rap Version) 4. "Get None" (Instrulental Version) 5. "Get None" (Clean A Cappella Version) 6. "Get None" (Dirty A Cappella Version) |

## Listor
| Lista (2003)                                | Topp position |
| ------------------------------------------- | ------------- |
| Amerikanska Billboard Hot R&B/Hip-Hop Songs | 59            |